# Teorema de Vinogradov
Em Teoria dos números, o teorema de Vinogradov mostra que qualquer número ímpar suficientemente grande pode ser representado como a soma de três números primos. É um teorema mais fraco que a conjectura fraca de Goldbach, segundo a qual diz que, está representação vale para todo ímpar maior que cinco. Foi nomeado após Ivan Vinogradov fazer sua demonstração nos anos 30. O resultado do teorema proporciona limites assintóticos no números de representações de um número ímpar como uma soma de três primos.

## Enunciado do Teorema de Vinogradov
Dado A um número real positivo. Então
{\displaystyle r(N)={1 \over 2}G(N)N^{2}+O\left(N^{2}\log ^{-A}N\right),}
onde
{\displaystyle r(N)=\sum _{k_{1}+k_{2}+k_{3}=N}\Lambda (k_{1})\Lambda (k_{2})\Lambda (k_{3})},
usando a função de Mangoldt {\displaystyle \Lambda }, e
{\displaystyle G(N)=\left(\prod _{p\mid N}\left(1-{1 \over {\left(p-1\right)}^{2}}\right)\right)\left(\prod _{p\nmid N}\left(1+{1 \over {\left(p-1\right)}^{3}}\right)\right).}

## Uma consequência
Se N é ímpar, então G(N) é aproximadamente 1, por tanto {\displaystyle N^{2}=O\left(r(N)\right)} para todo N suficientemente grande. Fica a mostrar que a contribuição das potências próprias de primos para r(N) é {\displaystyle O\left(N^{3 \over 2}\log ^{2}N\right)}, se pode ver que :{\displaystyle N^{2}\log ^{-3}N=O\left({\hbox{k}}\right)}, onde k é o número de formas em que N pode ser expressado como soma de três primos.
Isto significa em particular que qualquer impar suficientemente grande pode ser expresso como uma soma de três primos, logo prova a conjectura fraca de Goldbach, exceto para número finito de casos.

## Curiosidades
Embora Vinográdov não pôde determinar com exatidão o que significava "suficientemente grande", seu aluno K. Borozdkin demonstrou que {\displaystyle \mathrm {e} ^{\mathrm {e} ^{16{,}038}}\approx 3^{3^{15}}} é um cota superior para o conceito de "suficientemente grande". Este número têm 4.008.660 de dígitos, assim mostrar a conjectura em cada número menor que esta cota seria inviável com a tecnologia atual.
Em 2002, Liu Ming-Chit (Universidade de Hong Kong) e Wang Tian-Ze abaixaram essa cota para aproximadamente {\displaystyle n>e^{3100}\approx 2\times 10^{1346}}. O expoente continua muito grande para uma verificação computacional de todos os números menores. ( Pesquisas por computador têm apenas alcançado {\displaystyle 10^{18}} para a conjectura forte, e não mais que isso para a conjectura fraca).